# Kyklica
Kyklica ( Къклица) – wieś w Bułgarii, w obwodzie Kyrdżali, w gminie Krumowgrad. W 2023 roku liczyła 112 mieszkańców.